# Portrait of an American Family
Portrait of an American Family är Marilyn Mansons officiella debutalbum. Albumet släpptes 1994 på Nothing Records, ett skivbolag ägt av Trent Reznor. My Monkey och Misery Machine är baserade på Charles Mansons egna låtar. Texterna är Charles Mansons och det är hans röst som hörs i introt till My Monkey.

## Låtlista
1. "Prelude (The Family Trip)" (Manson, Gacy) - 1:20
2. "Cake and Sodomy" (Manson, Berkowitz) - 3:46
3. "Lunchbox" (Manson, Berkowitz, Gein) - 4:32
4. "Organ Grinder" (Manson, Gein, Berkowitz) - 4:22
5. "Cyclops" (Manson, Berkowitz, Gein, Gacy) - 3:32
6. "Dope Hat" (Manson, Berkowitz, Gacy) - 4:21
7. "Get Your Gunn" (Manson, Berkowitz, Gein) - 3:18
8. "Wrapped in Plastic" (Manson, Berkowitz) - 5:35
9. "Dogma" (Manson, Berkowitz) - 3:22
10. "Sweet Tooth" (Manson, Gacy, Gein) - 5:03
11. "Snake Eyes and Sissies" (Manson, Gacy, Berkowitz, Gein) - 4:07
12. "My Monkey" (Manson, Berkowitz) - 4:31
13. "Misery Machine" (Manson, Gein, Berkowitz, Gacy) - 13:11